# Белгородский музей народной культуры

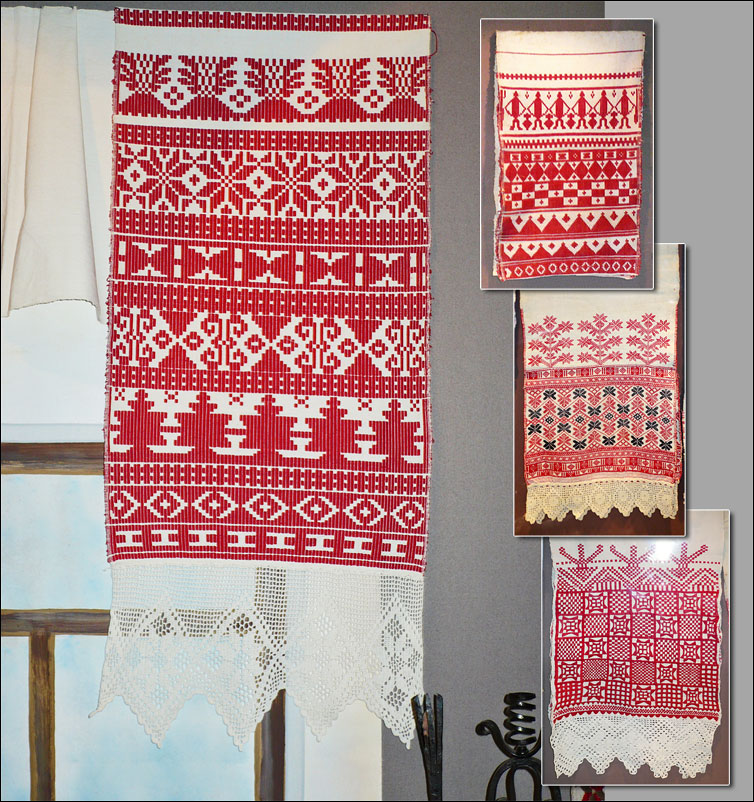
Рушники Белгородской области.

Белгородский музей народной культуры (Белгородский государственный музей народной культуры, БГМНК) — музей в Белгороде, расположенный по адресу Гражданский проспект, д. 61.

## История
Один из самых молодых музеев Белгородской области, созданный с целью изучения, исследования и комплектования предметов народной культуры края. Музей был открыт 29 мая 1999 года как подразделение Белгородского государственного центра народного творчества. 19 ноября 2004 года Постановлением правительства Белгородской области № 159-пп музею был присвоен статус «Государственное учреждение культуры».
Идея создания музея народной культуры на Белгородчине, в крае, богатом песенными и фольклорными традициями, сохранившем прекрасные образцы традиционной одежды, принадлежит Андрею Владимировичу Кулабухову, более 20 лет возглавлявшему управление культуры области.
В апреле 1997 года по предложению управления культуры администрации области был сформирован авторский коллектив по созданию нового музея – Музея народной культуры Белгородского центра народного творчества. Для этого в мае 1996 года было выделено здание бывшего клуба «Строитель».
Параллельно с реконструкцией здания шла усиленная научно–исследовательская и собирательская работа. Коллекции традиционной крестьянской одежды, которую в течение многих лет собирал Белгородский государственный центр народного творчества, для создания полноценной экспозиции было недостаточно. Нужны были экспонаты, отражающие историю народной культуры во всей полноте. Администрация области изыскивает средства на командировки, экспедиции по области, на закупку предметов не только старины, но и произведений современных мастеров декоративно-прикладного искусства.
Первым директором музея стала Шатерникова Надежда Ивановна – Заслуженный работник культуры.
Торжественное открытие музея состоялось 29 мая 1999 года. На протяжении всех последующих лет велась активная работа по комплектованию предметов народной культуры. Теперь фонд музейных предметов насчитывает свыше 23 тысяч единиц.
В 2010 году музей получил в оперативное управление новое здание, памятник архитектуры регионального значения на Гражданском проспекте, 61. В 2015 году по решению Губернатора Белгородской области Е.С. Савченко начались работы по восстановлению памятника архитектуры.
История этого здания всегда была связана с культурой и искусством. Когда-то здесь находились один из первых синематографов «Орион», городской театр, культпросветучилище и художественный музей. Этот зал помнит и одни из первых в городе сеансы кинематографа, и гимназические балы, и благотворительные вечера, и революционно-агитационные постановки. Здесь горожане рукоплескали великим русским актёрам Игорю Ильинскому, Вере Марецкой, Рине Зелёной, Алле Тарасовой, Клавдии Шульженко и многим другим.
С 2015 по 2021 год директором музея являлась Спиридонова Елена Викторовна. С её приходом начался новый этап в жизни учреждения. Предстояла большая работа по созданию экспозиции в новом здании. Для разработки художественного проекта и концепции нового музея были привлечены художники-экспозиционеры из Санкт-Петербурга Олег Николаев и Мария Коростелева. Художественный проект новой экспозиции, выполненный бюро «АртТерра», был утвержден Губернатором области в 2016 году. С этого момента началась кропотливая работа по монтажу новой экспозиции на двух этажах здания.

## Экспозиции
В связи с особенностями расположения экспозиционных разделов открытие основной экспозиции проходило в два этапа. В декабре 2018 года открылся экспозиционный зал «Уездный город», посвященный провинциальному Белгороду конца XIX – начала XX века. А через год состоялась презентация зала «Мир народной культуры», дающего представление о традиционной народной культуре Белгородчины, об укладе жизни крестьян. Особой гордостью музея является уникальная коллекция традиционного женского крестьянского костюма, одна из лучших в Черноземье.
За сохранение и пропаганду народной культуры Белгородской области коллектив Белгородского государственного музея народной культуры награждён многими почетными грамотами и благодарственными письмами, а также Дипломом лауреата юбилейной акции «50-летию области – 50 славных дел». В 2015 году сайт музея народной культуры был награждён Дипломом лауреата (I место) в номинации «Лучший сайт учреждения культуры».

## Выставки, клубы, мастерские
После завершения ремонтно-реставрационных работ в марте 2017 года открылся выставочный зал музея, в котором демонстрируются привозные выставочные проекты федеральных, региональных и муниципальных музеев, собрания частных коллекционеров, творчество народных мастеров Белгородской области.
Своих постоянных и новых участников приглашают организованные в музее клубы. Это клуб путешественников «Пути-дороги», ежемесячно организующий познавательные экскурсионные поездки в самые разные уголки области и даже за её пределы. Истинным отдохновением и творческой мастерской для рукодельниц служит клуб «Ремесленная слобода».